# سيجيبيرت الأول
سيجيبيرت الأول هو ملك الفرنجة، حكم ما بين 561 و 675 خلفاً لكلوتير الأول.